# Universidad de Yazd
La Universidad de Yazd (persa: دانشگاه يزد) es una universidad pública que se encuentra en la ciudad de Yazd, capital de la Provincia de Yazd, Irán. Fue fundada en 1989, y tiene alrededor de 7300 estudiantes.

## Oferta académica
La Universidad de Yazd se compone de cinco facultades, los cuales ofrecen variados programas académicos:
- Facultad de Arte y Arquitectura
- Facultad de Ingeniería
- Facultad de Humanidades
- Facultad de Recursos Naturales
- Facultad de Ciencias

Además de las éstas, la universidad tiene dos departamentos localizados fuera de Yazd:
- Departamento de Teología y Ciencia Islámica, localizado en Meybod.
- Departamento de Recursos Naturales y Estudios del Desierto, localizado en Ardakán.

La Universidad de Yazd cuenta con 59 programas a nivel licenciatura, 23 programas a nivel maestría y 2 programas a nivel doctoral.